# Anatoli Arkadjewitsch Blagonrawow
Anatoli Arkadjewitsch Blagonrawow (russisch Анатолий Аркадьевич Благонравов, wiss. Transliteration: Anatolij Arkad'evic Blagonravov; * 20. Maijul. / 1. Juni 1894greg. in Ankowo, Gouvernement Wladimir; † 4. Februar 1975 in Moskau) war ein sowjetischer Militärwissenschaftler und Raumfahrtexperte.

## Leben
Blagonrawow beendete 1916 ein vierjähriges Studium an der Staatlichen Polytechnischen Universität Sankt Petersburg und einen Schnellkurs an der Michailow-Artillerieschule. Er nahm am Ersten Weltkrieg und auf Seiten der Bolschewiki am Russischen Bürgerkrieg teil.
1924 absolvierte er die Artilleriehochschule und 1929 die artilleristische Fakultät der sowjetischen militärtechnischen Akademie, wo er anschließend als Lehrer blieb und deren Präsident er von 1946 bis 1950 war. 1938 gründete er den ersten Lehrstuhl für Infanterie- und Handfeuerwaffen. 1943 wurde er als Vollmitglied in die Akademie der Wissenschaften der UdSSR aufgenommen. Seit 1953 war er Direktor des Instituts für Maschinenkunde und gleichzeitig Vorsitzender der Kommission zur Erforschung und Nutzung des Weltraums bei der sowjetischen Akademie der Wissenschaften. Seit 1959 war er Vizepräsident des Committee on Space Research.
Blagonrawow setzte sich während des Kalten Krieges für eine internationale Zusammenarbeit in der Raumfahrt ein und war maßgeblich am Zustandekommen des Apollo-Sojus-Test-Projekts, des Rendezvous’ eines US-amerikanischen Apollo- und eines sowjetischen Sojus-Raumschiffs am 17. Juli 1975 beteiligt.
Er hatte den militärischen Rang eines Generalleutnants.

## Raumfahrtkongress 1960
Beispielhaft für Blagonrawows Bestrebungen zur internationalen Kooperation waren seine Aktivitäten auf dem COSPAR-Raumfahrtkongress Anfang 1960 in Nizza. Im Gegensatz zur damals sehr zurückhaltenden Informationspolitik der Sowjetunion machte er genaue Angaben zu den Plänen einer neuen Satellitenserie, die die Wirkung der kosmischen Strahlung auf Organismen untersuchen sollte. Auch über weitere russische Mondsonden und eine in Entwicklung befindliche Venussonde gab er eine Vorausschau.

## Ehrungen
Blagonrawow wurde mit zahlreichen staatlichen sowjetischen Preisen und Orden geehrt. Er wurde fünfmal mit dem Leninorden ausgezeichnet. 1941 erhielt er den Stalinpreis, 1960 den Leninpreis, jeweils auf dem Gebiet der Technik.